# Pteronymia parva
Pteronymia parva är en fjärilsart som beskrevs av Osbert Salvin 1869. Pteronymia parva ingår i släktet Pteronymia och familjen praktfjärilar. Inga underarter finns listade.